# Spithead
Koordinaten: 50° 45′ 0″ N, 1° 6′ 45″ W

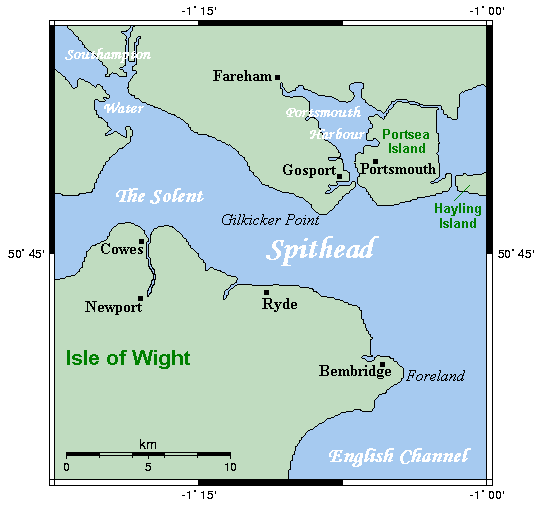
Spithead

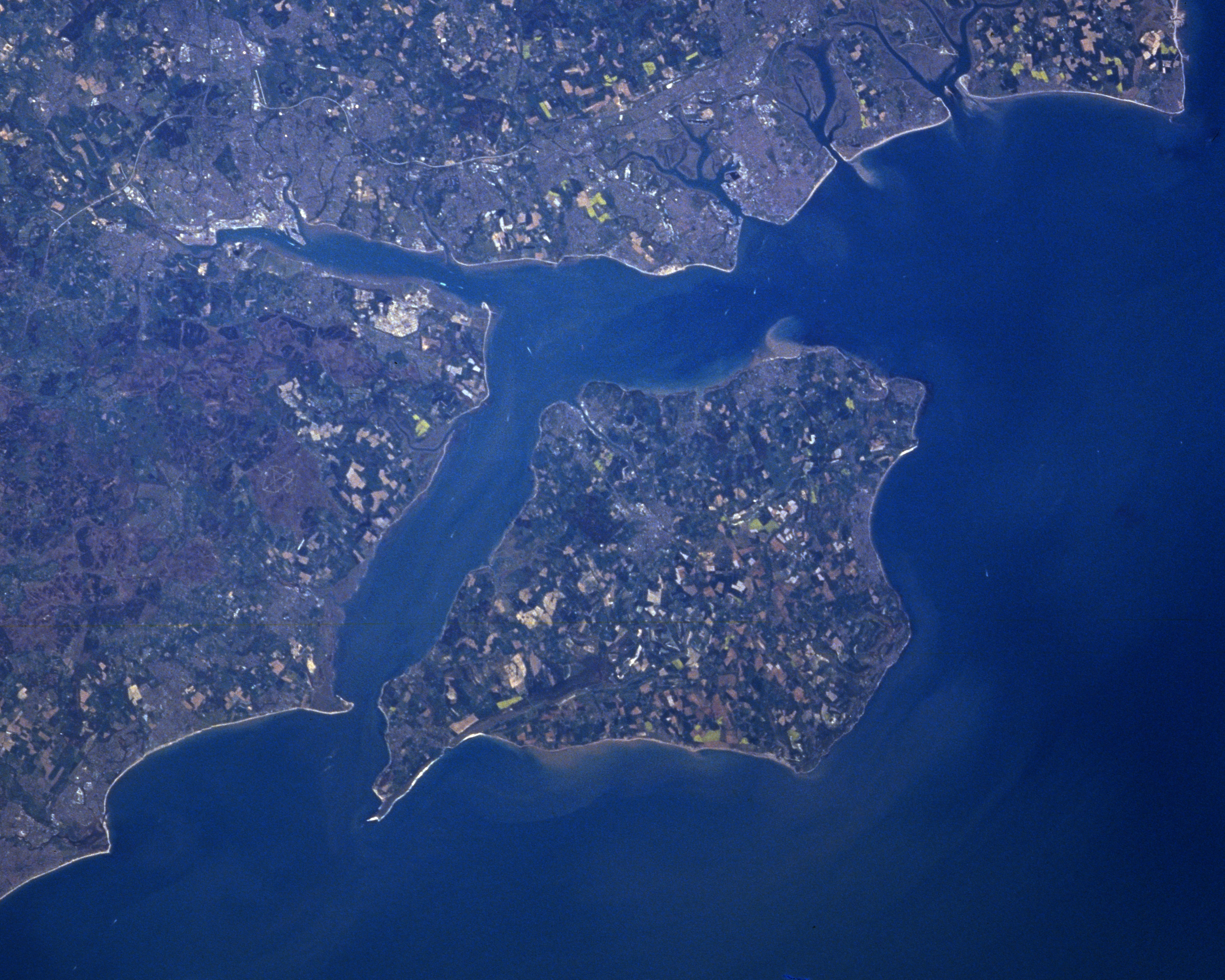
Satellitenbild nach NNO

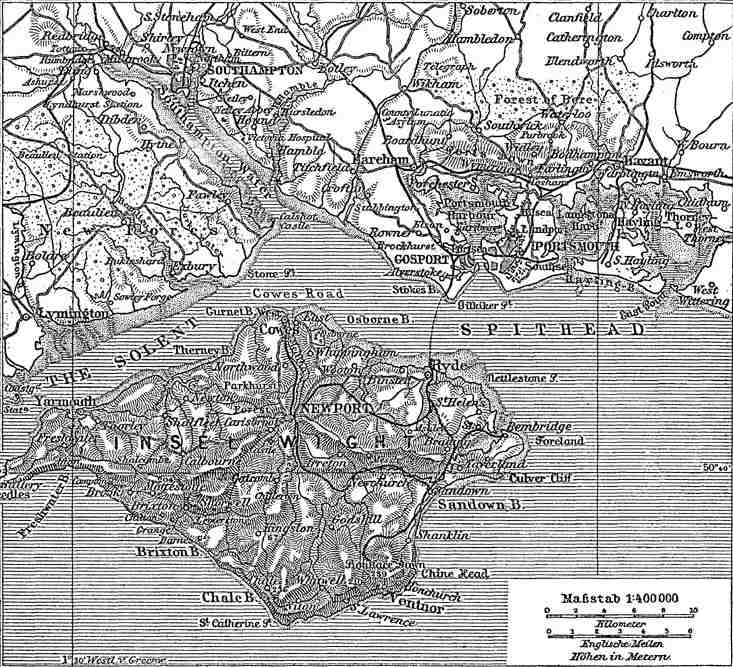
Karte von 1888

Spithead ist ein Teil der Meerenge Solent vor der Küste Hampshires im Süden Englands.
Gegenüber dem westlichen Teil, dem eigentlichen Solent, wird als Spithead der östliche Teil der Meerenge nordöstlich der Isle of Wight bezeichnet, der damit südwestlich der Hafenstadt Portsmouth liegt. Der Spithead hat eine Länge von etwa 22,5 Kilometern und eine durchschnittliche Breite von etwa 6,5 Kilometern. Auf Grund seiner Lage ist der Spithead gegen Winde aus fast allen Richtungen geschützt, nur südöstliche Winde können ungehindert über den Spithead wehen.
Wegen der windgeschützten Lage diente Spithead in vergangenen Jahrhunderten als Liegeplatz von Schiffen der britischen Royal Navy und wurde auch als Ort von Flottenbesichtigungen durch englische Könige benutzt wie etwa am 26. Juni 1897 beim diamantenen Krönungsjubiläum von Königin Victoria.
Dort trat die Turbinia, das erste Schiff mit Dampfturbine, in Erscheinung, und hängte alle mit Kolbendampfmaschinen betriebenen Schiffe ab. Dies überzeugte die Royal Navy davon, künftig nur noch Turbinenschiffe zu bauen.
1782 kenterte und sank hier das Kriegsschiff Royal George, während es vor Anker lag. Zwischen 800 und 950 Menschen ertranken dabei.
Im Jahr 1797 meuterten Matrosen der Royal Navy auf den Schiffen, die in Spithead vor Anker lagen.
Seit 1864 wurden die Küstenbefestigungen rund um den Spithead ausgebaut, um die Befestigungen des wichtigsten britischen Kriegshafens Portsmouth zu ergänzen.